# Codice Karim
Codice Karim è un film del 2021 diretto da Federico Alotto.
Una spy story ambientata tra Siria e Italia, che spazia dall'action al thriller al suspense.

## Trama
Dopo tanti anni trascorsi in Siria dilaniata dalla guerra, Karim decide di tornare in Italia, per mettere finalmente alle spalle le sue terribili esperienze vissute, e riprendere in mano la sua vita. Ma per farlo dovrà pagare un prezzo molto molto alto.

## Produzione
Il film è stato girato in Italia tra Cuneo e Roma, per 5 settimane.

## Distribuzione
Il film è distribuito da Adler e Minerva Pictures.